# Zonosaurus brygooi
Zonosaurus brygooi е вид влечуго от семейство Gerrhosauridae. Видът не е застрашен от изчезване.

## Разпространение
Разпространен е в Мадагаскар.

## Описание
Популацията на вида е намаляваща.